# Matthias Alban
Matthias Alban (Caldaro sulla Strada del Vino, 29 dicembre 1634 – Bolzano, 7 febbraio 1712) è stato un liutaio austriaco, vissuto nel XVII secolo.

## Biografia
Dopo l'apprendistato a Roma presso il liutaio tedesco Martin Artz, Alban è attivo a Caldaro e, dal 1671, a Bolzano, divenendo il fondatore di una dinastia di liutai, suoi figli o nipoti, che utilizzarono per i loro strumenti gli abeti rossi della val di Fiemme, e in particolare da quelli della "foresta di Paneveggio", noti come "gli alberi dei violini". 
Un esemplare di violino costruito da Alban fu acquistato nel 1966 dal Tiroler Landesmuseum Ferdinandeum di Innsbruck, dove è attualmente esposto dopo un accurato restauro. Violini costruiti dalla famiglia Alban sono suonati da illustri artisti, come Vincenzo Bolognese, Silvia Marcovici, Gregory Ewer, Silvano Minella e, in passato, dal virtuoso Arcangelo Corelli.
Spesso viene confuso con il figlio omonimo, anche lui liutaio, attivo a Bolzano ed a Roma, nato a Bolzano nel 1650 e morto nel 1680.